# Вифорени (Бакау)
Вифорени (рум. Viforeni) насеље је у Румунији у округу Бакау у општини Унгурени. Oпштина се налази на надморској висини од 238 m.

## Становништво
Према подацима из 2002. године у насељу је живело 531 становника, од којих су сви румунске националности.